# Jago Sint-Amandsberg
Jago Sint-Amandsberg is een Belgische voetbalclub uit Sint-Amandsberg. De club is aangesloten bij de KBVB met stamnummer 9636 en heeft rood, wit en blauw als kleuren. De club had alleen nog een Damesploeg in competitie tussen 2019 en 2025.

## Geschiedenis
Sinds 1948 speelde in Sint-Amandsberg voetbalclub FC Azalea Sport Sint-Amandsberg in de provinciale reeksen spelen. In 2014 bereikte Azalea een fusieakkoord met het naburige VS Destelbergen, een jonge vierdeprovincialer uit de gemeente Destelbergen. VS Destelbergen wou hogerop komen; terwijl FC Azalea onderin zijn reeks speelde, een leegloop van spelers kende en zijn beloftenploeg had moeten opdoeken. Er kwam echter protest van de ouders van de jeugdspelers van FC Azalea, omdat de jeugd voortaan naar Destelbergen zouden moeten om te trainen. De fusie werd uiteindelijk afgeblazen en de jeugdwerking van FC Azalea scheurde zich af in een nieuwe vzw. Zij vormden een nieuwe club, Jago Sint-Amandsberg. Men sloot zich aan bij de KBVB, waar men stamnummer 9636 kreeg toegekend.
Azelea besloot een jaar op non-actief te gaan, maar had nog een huurcontract met de stad Gent voor zijn terreinen aan de Rozebroeken in Sint-Amandsberg. Daarom week het nieuwe Jago Sint-Amandsberg het eerste half jaar uit naar de terreinen van het universitair sportstadion RUSS nabij de Watersportbaan. Vanaf 1 december 2014 werden de terreinen aan de Rozebroeken de thuishaven van JAGO.
Sint-Amandsberg beschikt over twee voetbalvelden waarvan een kunstgrasveld, dat officieel in gebruik werd genomen op 30 september 2018.
De club eindigde tussen 2014 en 2019 telkens onder in het klassement, behalve in 2017 toen een plaats in de middenmoot werd behaald. In 2019-2020 trok de club zich tijdens de eerste seizoenshelft uit de competitie in Vierde Provinciale terug. De behaalde resultaten werden geschrapt. De Damesploeg en de jeugdelftallen van de club bleven wel actief.
In het seizoen 2025-2026 stelt Jago Sint-Amandsberg opnieuw een mannen-elftal op in Vierde Provinciale D.